# عبد الجليل شاه الثاني
علي جلا عبد الجليل شاه الثاني (توفي 1597) هو رابع سلاطين جوهر، حكم من 1571 إلى 1597.
تزوج علي جلا عبد الجليل شاه الثاني من فاطمة راجا أخت السلطان مظفر الثاني، وعند وفاة مظفر، أصبح ابنهما عبد الجليل شاه الأول سلطانًا وهو لا يتجاوز ثماني سنوات. لكنه توفي بعد أقل من عام وبعد ذلك أصبح علي جلا سلطانًا.
خلال عهده أعيد بناء جوهر لاما وأصبحت مركزًا رئيسيًا للتجارة في شبه جزيرة ملايو. وفي 1576 و1578 حاول البرتغاليون الاستيلاء عليها ولكن تم صدهم في المرتين.